# Мальта (Монтана)
Мальта (англ. Malta) — місто (англ. city) в США, адміністративний центр округу Філліпс штату Монтана. Населення — 1860 осіб (2020).

## Географія
З півночі Мальту обмежує річка Мілк. Також у північній частині міста перетинаються великі автомагістралі US 2 і US 191, там же розташована залізнична станція Мальта, у південно-західній частині міста розташований аеропорт. Площа міста становить 2,75 км², відкритих водних просторів нема. Мінімальна температура у місті становила −43°С у грудні 1989 року, максимальна +42°С у серпні 1983 року.
За даними Бюро перепису населення США в 2010 році місто мало площу 2,74 км², уся площа — суходіл.

### Клімат
| Клімат : Мальта                    | Клімат : Мальта | Клімат : Мальта | Клімат : Мальта | Клімат : Мальта | Клімат : Мальта | Клімат : Мальта | Клімат : Мальта | Клімат : Мальта | Клімат : Мальта | Клімат : Мальта | Клімат : Мальта | Клімат : Мальта | Клімат : Мальта |
| Показник                           | Січ.            | Лют.            | Бер.            | Квіт.           | Трав.           | Черв.           | Лип.            | Серп.           | Вер.            | Жовт.           | Лист.           | Груд.           | Рік             |
| Абсолютний максимум, °C            | 16,7            | 23,3            | 27,8            | 34,4            | 38,3            | 41,1            | 41,7            | 42,2            | 39,4            | 32,2            | 26,1            | 17,2            | 42,2            |
| Середній максимум, °C              | −5,5            | −0,4            | 6,7             | 15,0            | 20,8            | 25,8            | 29,2            | 29,0            | 22,3            | 15,5            | 4,1             | −2,7            | 13,4            |
| Середня температура, °C            | −12,2           | −7,6            | −0,8            | 6,8             | 12,7            | 17,7            | 20,5            | 19,8            | 13,1            | 6,8             | −3,1            | −9,5            | 5,4             |
| Середній мінімум, °C               | −18,9           | −14,9           | −8,3            | −1,3            | 4,6             | 9,6             | 11,8            | 10,7            | 3,9             | −1,9            | −10,2           | −16,3           | −2,6            |
| Абсолютний мінімум, °C             | −41,1           | −42,2           | −35,6           | −20             | −6,1            | −1,7            | 2,8             | −0,6            | −11,7           | −23,9           | −37,8           | −42,8           | −42,8           |
| Норма опадів, мм                   | 10              | 7               | 15              | 23              | 57              | 65              | 46              | 31              | 30              | 20              | 13              | 10              | 327             |
| ---------------------------------- | --------------- | --------------- | --------------- | --------------- | --------------- | --------------- | --------------- | --------------- | --------------- | --------------- | --------------- | --------------- | --------------- |
| Джерело: NOAA (normals, 1971–2000) |                 |                 |                 |                 |                 |                 |                 |                 |                 |                 |                 |                 |                 |

## Демографія
Згідно з переписом 2010 року, у місті мешкало 1997 осіб у 902 домогосподарствах у складі 539 родин. Густота населення становила 730 осіб/км².  Було 1006 помешкань (368/км²).
Расовий склад населення:
| - 88,2 % — білих - 5,5 % — корінних американців - 0,4 % — азіатів - 0,1 % — чорних або афроамериканців |

До двох чи більше рас належало 5,7 %. Частка іспаномовних становила 2,0 % від усіх жителів.
За віковим діапазоном населення розподілялося таким чином: 23,1 % — особи молодші 18 років, 53,7 % — особи у віці 18—64 років, 23,2 % — особи у віці 65 років та старші. Медіана віку мешканця становила 46,8 року. На 100 осіб жіночої статі у місті припадало 87,7 чоловіків;  на 100 жінок у віці від 18 років та старших — 80,1 чоловіків також старших 18 років.
Середній дохід на одне домашнє господарство  становив 41 456 доларів США (медіана — 30 697), а середній дохід на одну сім'ю — 53 002 долари (медіана — 47 763). Медіана доходів становила 39 107 доларів для чоловіків та 31 750 доларів для жінок. За межею бідності перебувало 14,3 % осіб, у тому числі 13,9 % дітей у віці до 18 років та 13,2 % осіб у віці 65 років та старших.
Цивільне працевлаштоване населення становило 796 осіб. Основні галузі зайнятості: освіта, охорона здоров'я та соціальна допомога — 21,5 %, роздрібна торгівля — 15,5 %, публічна адміністрація — 11,6 %, мистецтво, розваги та відпочинок — 10,1 %.

### Походження предків
- німці — 24,3%
- норвежці — 22,9%
- ірландці — 17,0%
- англійці — 9,3%
- французи — 5,6%
- шотландці — 5,2%[9]